# Massetjärnen
Massetjärnen är en sjö i centrala Mölnlycke i Härryda kommun i Västergötland och ingår i Göta älvs huvudavrinningsområde.